# Eleutheromenia
Eleutheromenia is een geslacht van wormmollusken uit de  familie van de Pruvotinidae.

## Soorten
- Eleutheromenia carinata Salvini-Plawen & Öztürk, 2006
- Eleutheromenia sierra (Pruvot, 1890)